# Світ-Гоум (Орегон)
Світ-Гоум (англ. Sweet Home) — місто (англ. city) в США, в окрузі Линн штату Орегон. Населення — 9828 осіб (2020).

## Географія
Світ-Гоум розташований за координатами 44°24′15″ пн. ш. 122°42′5″ зх. д. / 44.40417° пн. ш. 122.70139° зх. д. (44.404029, -122.701474).  За даними Бюро перепису населення США в 2010 році місто мало площу 14,88 км², з яких 13,72 км² — суходіл та 1,16 км² — водойми.

## Демографія
Згідно з переписом 2010 року, у місті мешкало 8925 осіб у 3440 домогосподарствах у складі 2315 родин. Густота населення становила 600 осіб/км².  Було 3768 помешкань (253/км²).
Расовий склад населення:
| - 93,3 % — білих - 1,3 % — корінних американців - 0,8 % — азіатів - 0,3 % — чорних або афроамериканців - 0,1 % — вихідців з тихоокеанських островів - 1,1 % — осіб інших рас |

До двох чи більше рас належало 3,0 %. Частка іспаномовних становила 4,7 % від усіх жителів.
За віковим діапазоном населення розподілялося таким чином: 25,7 % — особи молодші 18 років, 57,6 % — особи у віці 18—64 років, 16,7 % — особи у віці 65 років та старші. Медіана віку мешканця становила 39,6 року. На 100 осіб жіночої статі у місті припадало 98,3 чоловіків;  на 100 жінок у віці від 18 років та старших — 94,8 чоловіків також старших 18 років.
Середній дохід на одне домашнє господарство  становив 45 182 долари США (медіана — 35 076), а середній дохід на одну сім'ю — 54 706 доларів (медіана — 44 706). Медіана доходів становила 42 250 доларів для чоловіків та 27 647 доларів для жінок. За межею бідності перебувало 23,8 % осіб, у тому числі 32,8 % дітей у віці до 18 років та 8,6 % осіб у віці 65 років та старших.
Цивільне працевлаштоване населення становило 2861 осіб. Основні галузі зайнятості: освіта, охорона здоров'я та соціальна допомога — 29,1 %, роздрібна торгівля — 17,6 %, виробництво — 14,2 %.